# Eurytomidae
Eurytomidae zijn een familie binnen de superfamilie Bronswespen (Chalcidoidea).
De groep is blijkbaar polyfyletisch, hoewel de verschillende subfamilies elk monofyletisch kunnen zijn, en in de nabije toekomst tot familiestatus kunnen worden verheven. Zoals momenteel gedefinieerd, worden ongeveer 1420 soorten in 87 geslachten beschreven.
In tegenstelling tot de meeste chalcidoïden, zijn de larven van vele fytofaag (voeden zich met stengels, zaden of gallen), terwijl anderen meer typische parasitoïden zijn, hoewel zelfs dan de gastheren meestal worden gevonden in plantenweefsels. Ze worden overal ter wereld in vrijwel alle habitats aangetroffen, en een paar daarvan worden beschouwd als ongedierte.
Ze zijn meestal dof en niet metallisch, en zwaar doorprikt, met zeer dikke, kraagachtige pronota, maar geen van deze tekens is uniek binnen de Chalcidoidea, noch lijken ze een natuurlijke groep te definiëren, en de familie is waarschijnlijk verdeeld.

## Geslachten
(Indicatie van aantallen soorten per geslacht tussen haakjes)
- Acophila Ishii, 1934 (3)
- Aiolomorphus Walker, 1871 (1)
- Aranedra Burks, 1971 (2)
- Asycobia Boucek, 1988 (1)
- Austrodecatoma Girault, 1925 (3)
- Austrophotismus Girault, 1938 (2)
- Ausystole Boucek, 1988 (1)
- Axanthosoma Girault, 1913 (3)
- Axanthosomella Narendran, 2001 (1)
- Axima Walker, 1862 (7)
- Aximopsis Ashmead, 1904 (34)
- Banyoma Burks, 1971 (2)
- Bephrata Cameron, 1884 (22)
- Bephratelloides Girault, 1913 (7)
- Bephratoides Brues, 1909 (7)
- Boucekiana De Santis, 1975 (2)
- Bruchodape Burks, 1971 (1)
- Bruchophagus Ashmead, 1888 (161)
- Buresium Boucek, 1969 (4)
- Burksoma Subba Rao, 1978 (1)
- Camarothorax Mayr, 1906 (3)
- Cathilaria Burks, 1971 (4)
- Chryseida Spinola, 1840 (10)
- Chryseurytoma Chen & Huang, 2004 (1)
- Dougiola Boucek, 1988 (2)
- Endobia Erdös, 1964 (1)
- Epichrysomalla Girault, 1915 (2)
- Eudoxinna Walker, 1864 (1)
- Eufroggattisca Ghesquière, 1946 (2)
- Eurytoma Illiger, 1807 (675)
- Eurytomocharis Ashmead, 1888 (18)
- Exeurytoma Burks, 1971 (3)
- Ficomila Boucek, 1981 (2)
- Foutsia Burks, 1971 (1)
- Fronsoma Narendran, 1994 (6)
- Gibsonoma Narendran, 1994 (9)
- Giraultoma Boucek, 1988 (2)
- Heimbra Cameron, 1909 (6)
- Heimbrella Subba Rao, 1978 (1)
- Herodotia Girault, 1931 (2)
- Hexeurytoma Dodd, 1917 (3)
- Homodecatoma Liao, 1979 (1)
- Houstonia Boucek, 1988 (1)
- Isosomodes Ashmead, 1888 (8)
- Josephiella Narendran, 1994 (2)
- Khamul Gates, 2008 (4)
- Lachaisea Rasplus, 2003 (7)
- Leeuweniella Ferrière, 1929 (1)
- Macrorileya Ashmead, 1900 (5)
- Mangoma Subba Rao, 1986 (2)
- Masneroma Boucek, 1983 (1)

- Meselatus Girault, 1922 (4)
- Neobephrata Narendran & Padmasenan, 1989 (1)
- Neorileya Ashmead, 1904 (7)
- Neosycophila Grandi, 1923 (5)
- Odontofroggatia Ishii, 1934 (5)
- Paradecatoma Masi, 1943 (1)
- Parapilkhanivora Farooqi & Menon, 1973 (2)
- Philippinoma Narendran, 1994 (2)
- Philolema Cameron, 1908 (24)
- Phleudecatoma Yang, 1996 (2)
- Phylloxeroxenus Ashmead, 1888 (7)
- Platyrileya Burks, 1971 (1)
- Plutarchia Girault, 1925 (13)
- Prodecatoma Ashmead, 1904 (48)
- Prodecatomidea Risbec, 1952 (1)
- Proseurytoma Kieffer, 1910 (1)
- Pseudotetramesa Kalina, 1970 (1)
- Ramanuja Narendran, 1989 (1)
- Ramdasoma Narendran, 1994 (3)
- Rileya Ashmead, 1888 (63)
- Risbecoma Subba Rao, 1978 (5)
- Stigmeurytoma Boucek, 1988 (1)
- Syceurytoma Boucek, 1981 (1)
- Sycobia Walker, 1871 (2)
- Sycobiomorphella Abdurahiman & Joseph, 1967 (1)
- Sycomacophila Rasplus, 2003 (3)
- Sycophila Walker, 1871 (117)
- Sycophilomorpha Joseph & Abdurahiman, 1969 (1)
- Sycotetra Boucek, 1981 (1)
- Symbra Stage & Snelling, 1986 (1)
- Systole Walker, 1832 (40)
- Systolema Narendran, 1994 (1)
- Tenuipetiolus Bugbee, 1951 (4)
- Tetramesa Walker, 1848 (198)
- Tetramesella Zerova, 1974 (1)
- Townesoma Narendran, 1994 (1)
- Xanthosomodes Brèthes, 1913 (1)
- Zerovella Narendran & Sheela, 1994 (1)

## Overige links
- Universal Chalcidoidea Database
- Cedar Creek Pinned specimen images.
- Philolema latrodecti (Fullaway)     on the UF / IFAS Featured Creatures Web site